# Deslandres (cratère)
Pour les articles homonymes, voir Deslandres.
Deslandres est une structure d'impact ancienne très érodée et remaniée provenant des restes d'un  cratère d'impact lunaire. Il se trouve au sud-est de Mare Nubium, dans les régions montagneuses accidentées du sud de la Lune. Par ses dimensions, il est le deuxième plus vaste cratère sur la face visible de la Lune, surpassé seulement par la plaine bordée de parois Bailly et ses 303 kilomètres de diamètre. Les parties septentrionales et orientales de Deslandres présentent une surface relativement plane, mais grêlée de nombreux cratères secondaires. Une petite région constituée du matériau des mers lunaires, la  lave basaltique, borde la surface interne de la partie orientale.
Le cratère Walther est rattaché à ce qui reste de la berge orientale, et le cratère Ball empiète sur son bord sud-ouest. Les restes du cratère Lexell interrompent au sud-est la berge de Deslandres, formant une anse dans le fond du cratère due à l'écartement de sa marge nord. Le cratère irrégulier Regiomontanus borde la limite nord-est de Deslandres. Le cratère Hell occupe en entier sa frange occidentale.
Le cratère satellite Hell Q se trouve au centre d'une zone d'albédo plus élevé située dans la moitié orientale de Deslandres. Durant la pleine lune, cette région est l'une des plus brillantes de la surface lunaire. Sa teinte assez claire est l'indice d'une structure géologique relativement jeune. Cette région est parfois appelée « tache lumineuse de Cassini », en l'honneur de Cassini qui l'a cartographiée en 1672 à l'Observatoire de Paris.
La formation Deslandres est si fortement érodée et dégradée par les impacts se chevauchant qu'elle n'a été vraiment reconnue comme cratère qu'au XXe siècle.
Un temps nommé d'après Hans Hörbiger (1860-1931), théoricien de la glace éternelle et inspirateur de l'idéologie nazie, par son collègue Philipp Fauth, il prit officiellement le nom de l'astronome français Henri Deslandres. Il a été proposé par Eugène Antoniadi en 1942, et adopté au cours de l'assemblée générale de l'UAI en 1948.